# Loranca de Tajuña
Loranca de Tajuña é um município da Espanha na província de Guadalajara, comunidade autónoma de Castilla-La Mancha, de área 36,63 km² com população de 1267 habitantes (2007) e densidade populacional de 15,70 hab/km².

## Demografia
| Variação demográfica do município entre 1991 e 2004 | Variação demográfica do município entre 1991 e 2004 | Variação demográfica do município entre 1991 e 2004 | Variação demográfica do município entre 1991 e 2004 |
| --------------------------------------------------- | --------------------------------------------------- | --------------------------------------------------- | --------------------------------------------------- |
| 1991                                                | 1996                                                | 2001                                                | 2004                                                |
| 278                                                 | 305                                                 | 350                                                 | 575                                                 |